# Camicia rossa (canto)

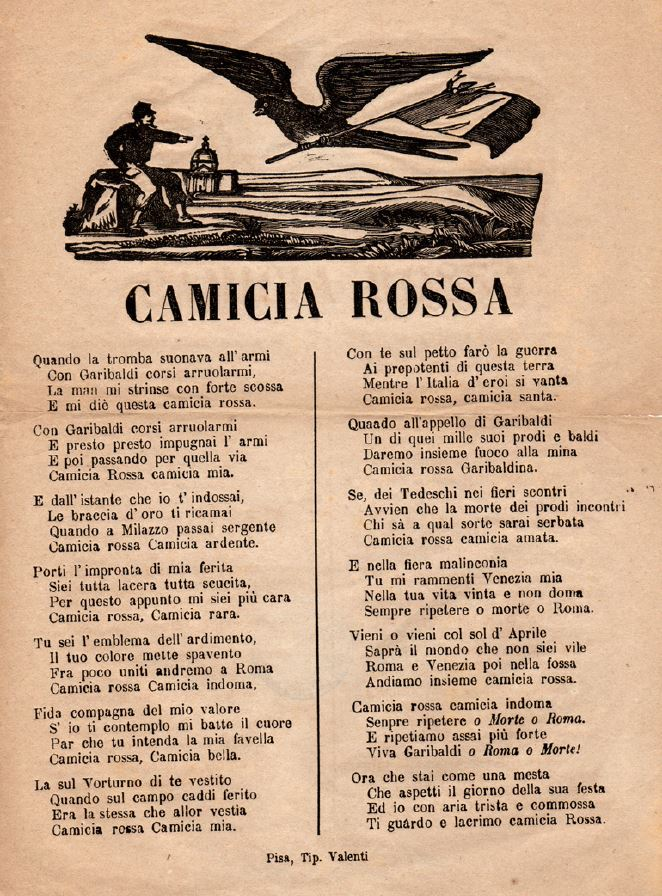
Fogli dell'epoca con il testo della canzone accompagnato da una illustrazione di una colomba che porta la bandiera tricolore e un volontario che col braccio indica San Pietro, ossia Roma

Camicia rossa è un canto garibaldino. Le parole furono composte da un segretario comunale piemontese, Rocco Traversa, la musica da un maestro di musica milanese, Luigi Pantaleoni.
Era assai conosciuto già poco dopo lo sbarco dei Mille e la prima edizione è del 1860.
Il testo originale comprende nove quartine di doppi quinari. Tutti i versi sono piani e in rima baciata secondo lo schema AABB CCDD e così via. Dopo la cosiddetta "giornata dell'Aspromonte" furono aggiunte altre otto quartine; due ulteriori quartine furono aggiunte una dopo la battaglia di Digione e l'altra dopo la battaglia di Domokos.
Durante la Resistenza era cantato dai partigiani delle formazioni garibaldine. In una scena del film Noi credevamo, il canto viene intonato dai volontari garibaldini in marcia verso Roma. Nel film Er più - Storia d'amore e de coltello i primi due versi dell'inno sono citati da un vecchio garibaldino caduto in miseria che tenta di vendere ad un robivecchi la sua camicia rossa.

## Il testo
Quando la tromba suonava allarmi

Con Garibaldi corsi arruolarmi

La mano mi strinse con forte scossa

E mi dié questa camicia rossa.

Ed all’istante che t’indossai

Le braccia d’oro ti ricamai

Quando a Milazzo passai sergente

Camicia rossa camicia ardente.

Tu sei l’emblema dell’ardimento

Il tuo colore mette spavento

Fra poco uniti andremo a Roma

Camicia rossa camicia indoma.

Là sul Volturno di te vestito

Quando sul campo caddi ferito

Eri la stessa che allor vestia

Camicia rossa camicia mia.

Con te sul petto farà la guerra

Ai prepotenti di questa terra

Mentre l’Italia d’eroi si vanta

Camicia rossa camicia amata.

Quando all’appello di Garibaldi

A una di quei dei suoi prodi e baldi

Staremo insieme fuoco alla mina

Camicia rossa garibaldina.

Se dei tedeschi nei fieri scontri

Scende la morte da prodi incontri

Chissà qual sorte sarà servata

Camicia rossa Camicia amata.